# The Fountain
The Fountain är en amerikansk science fiction-/fantasyfilm från 2006 regisserad av Darren Aronofsky.

## Handling
The Fountain binder ihop tre berättelser genom tiden: en conquistador i Spanien och Nya världen, modern tid och en framtid i en ekosfär som färdas genom yttre rymden.

### Forskaren
Forskaronkologen Tommy Creo (Hugh Jackman) försöker reversera hjärntumörer hos rhesusapor genom djurförsök. Hans arbete motiveras av hans cancersjuka fru Izzi  (Rachel Weisz). När testerna misslyckas på en apa kallad Donovan blir Tommy inspirerad att bryta de medicinska reglerna och använda en otestad blandning gjord från ett ceibaträd. Till en början misslyckas medicinen att stoppa tumören från att växa, men till deras förvåning föryngrar det Donovan, läker hans sår och förbättrar hans kognitiva färdigheter.
Hemma pekar Izzi ut Orionnebulosan för Tommy och beskriver den som Xibalba, mayafolkets dödsrike. Hon visar även en bok hon håller på att skriva för Tommy. Boken utspelar sig i conquistadorernas tid och har titeln The Fountain. När hon somnar, läser Tommy boken och faller själv till sömns. När han vaknar upp upptäcker han att Izzi har åkt till museet. Han möter henne där och hon förklarar mayafolkets skapelseberättelse. Helt plötsligt kollapsar hon till följd av ett anfall och körs till sjukhuset. Hon berättar för Tommy att hon inte längre är rädd för döden, men Tommy vägrar att acceptera det och återvänder till sitt laboratorium för att fortsätta jobba på ett botemedel.
Under ett besök får Izzi hjärtstillestånd och läkarna tvingar Tommy att lämna rummet. Tommys kollega Dr. Lillian Guzetti (Ellen Burstyn) hittar honom i korridoren och säger att Donovans tumör krymper. Tommy rusar in i Izzis rum för att berätta nyheten, men upptäcker att hans fru inte kan återupplivas av hjärt- och lungräddning. Vid Izzis begravning säger Tommy till Guzetti: "Döden är en sjukdom, som vilken som helst. Det finns ett botemedel. Ett botemedel. Och jag tänker hitta det."

### Conquistadoren
I 1500-talets Spanien, utpekar huvudinkvisatorn Silecio (Stephen McHattie) spanska Drottningen Isabella (Weisz) som en kättare. Han tar sakta över territorier som en del av en plan att ta Spanien ifrån henne. Tomas (Jackman), en conquistador i Isabellas tjänst planerar att mörda Silecio, men blir stoppade av Captain Ariel (Cliff Curtis) som har ett brådskande meddelande från drottningen. Han får i uppdrag att hitta Livets träd. Platsen för trädet avslöjas i en gömd karta med hjälp av en mayadolk som stulits av Father Avila (Mark Margolis), vars Franciskanorden stöttar drottningen.
Tomas reser till den nya världen med Avila och andra conquistadorer för att hitta trädet. Sökandet tar lång tid och är mycket mödosamt vilket leder till att männen gör uppror. Tomas återställer ordningen genom att mörda upprorsmakaren då Avila avslöjar att de har nått sitt mål. När Tomas närmar sig pyramiden på vars topp trädet växer blir de attackerade av mayakrigare. Tomas två sista män blir dödade då de försöker fly, men Tomas blir tvingad att klättra upp för pyramiden. När Tomas når templet på toppen blir han stucken i magen av en mayapräst, men prästen identifierar sen Tomas som Hun Hunahpu, mayafolkets urfader, och låter Tomas passera och finna Livets träd.

### Astronauten
Astronauten, Tom (Jackman), reser mot en orionnebulosa i ett rymdskepp i form av en ekosfär som innehåller ett döende träd. Tom mediterar i lotusställning och utövar tai chi. Han håller sig ung genom en blandning han producerar från trädets sav, men förföljs av uppenbarelser av Izzi. Han fokuserar på att nå nebulosan och försäkrar trädet att det kommer återfödas när de når sitt mål. Trots hans ord dör trädet och lämnar Tom att fundera över resan som tagit flera hundra år. Uppenbarelserna av Izzi uppmanar honom att skriva klart boken, The Fountain. Tom lyckas överkomma sin rädsla för döden och accepterar den, vilket gör att han kan skriva slutet på boken.

### Upplösning
När Tomas sticker trädet med den stulna dolken börjar dess sav rinna ut på marken och en liten planta växer direkt upp och blommar ut. Han tar detta som ett tecken på föryngring och lägger lite sav på sitt sår på magen, vilket läker det. Han börjar sen girigt dricka av saven och stannar först när han börjar se Xibalba ovanför sig. Hans seger blir dock kort. Han kollapsar i smärtor, löv och blommor börjar växa ur hans kropp och begraver honom.
Tom visas sen passera in i hjärtat på nebulosan, bärandes en ring som drottningen av Spanien gav till Tomas, och han inträder i Xibalba lugn inför sin kommande död. Då Xibalba kollapsar och bildar en supernova sprids Toms kropp in i det döda trädet och föryngrar det. I den nutida delen syns Tommy plantera ett trädfrö ovanpå Izzis grav, ett försök att acceptera sin frus död. I samma ögonblick så ser vi Xibalbas supernovahändelse i himlen ovanför.

## Rollista (i urval)
| Hugh Jackman       | – Tomas / Tommy / Tom Creo |
| Rachel Weisz       | – Isabel / Izzi Creo       |
| Ellen Burstyn      | – Dr. Lillian Guzetti      |
| Mark Margolis      | – Father Avila             |
| Stephen McHattie   | – Grand Inquisitor Silecio |
| Fernando Hernandez | – Lord of Xibalba          |
| Cliff Curtis       | – Captain Ariel            |
| Ethan Suplee       | – Manny                    |